# Lübs (Sassonia-Anhalt)
Lübs è una frazione (Ortsteil) del comune tedesco di Gommern, situato nel circondario di Jerichower Land, nel land della Sassonia-Anhalt.
Fino al 31 dicembre 2009 Lübs era un comune autonomo.